# Shigeru Yokotani
Shigeru Yokotani (横谷 繁?, Yokotani Shigeru; Nishinomiya, 3 maggio 1987) è un calciatore giapponese, centrocampista dell'Ehime.

## Palmarès

### Club

#### Competizioni nazionali
- J2 League: 1

Omiya Ardija: 2015